# Khalil Mack
Khalil Delshon Mack (sinh ngày 22 tháng 2 năm 1991) là một cầu thủ Bóng bầu dục Mỹ thi đấu ở vị trí linebacker (trung vệ phòng ngự) cho đội Los Angeles Chargers của National Football League (NFL). Anh đã chơi bóng bầu dục ở trường đại học Buffalo, và được chọn ở vị trí thứ năm bởi Oakland Raiders tại NFL draft 2014.

## Sự nghiệp chuyên nghiệp

### Oakland Raiders

#### 2014
Mack được lựa chọn ở lượt thứ 5 bởi Oakland Raiders, và cũng là cầu thủ duy nhất trong lịch sử của đại học Buffalo được lựa chọn ở vòng 1.
Mack kết thúc năm tân binh với 76 lần vật ngã (tackle) tổng cộng, 4 lần vật ngã tiền vệ chính  (sack), một lần ép đối thủ rơi bóng (fumble), và 3 lần làm đổi hướng cú ném trong 16 trận đấu. Cuối mùa tân binh, Mack là 1 trong những ứng cử viên cho giải thưởng cầu thủ phòng ngự tân binh của năm của AP, và anh được bầu chọn ở vị trí thứ 3, sau tiền vệ phòng ngự chặn Aaron Donald của St. Louis Rams và trung vệ phòng ngự C. J. Mosley của Baltimore Ravens. Anh có tên trong đội hình tân binh tiêu biểu All-Rookie của PFWA. Anh đứng thứ 49 trong danh sách 100 cầu thủ NFL hàng đầu năm 2015, bình chọn bởi các đồng nghiệp tại NFL.

#### 2015

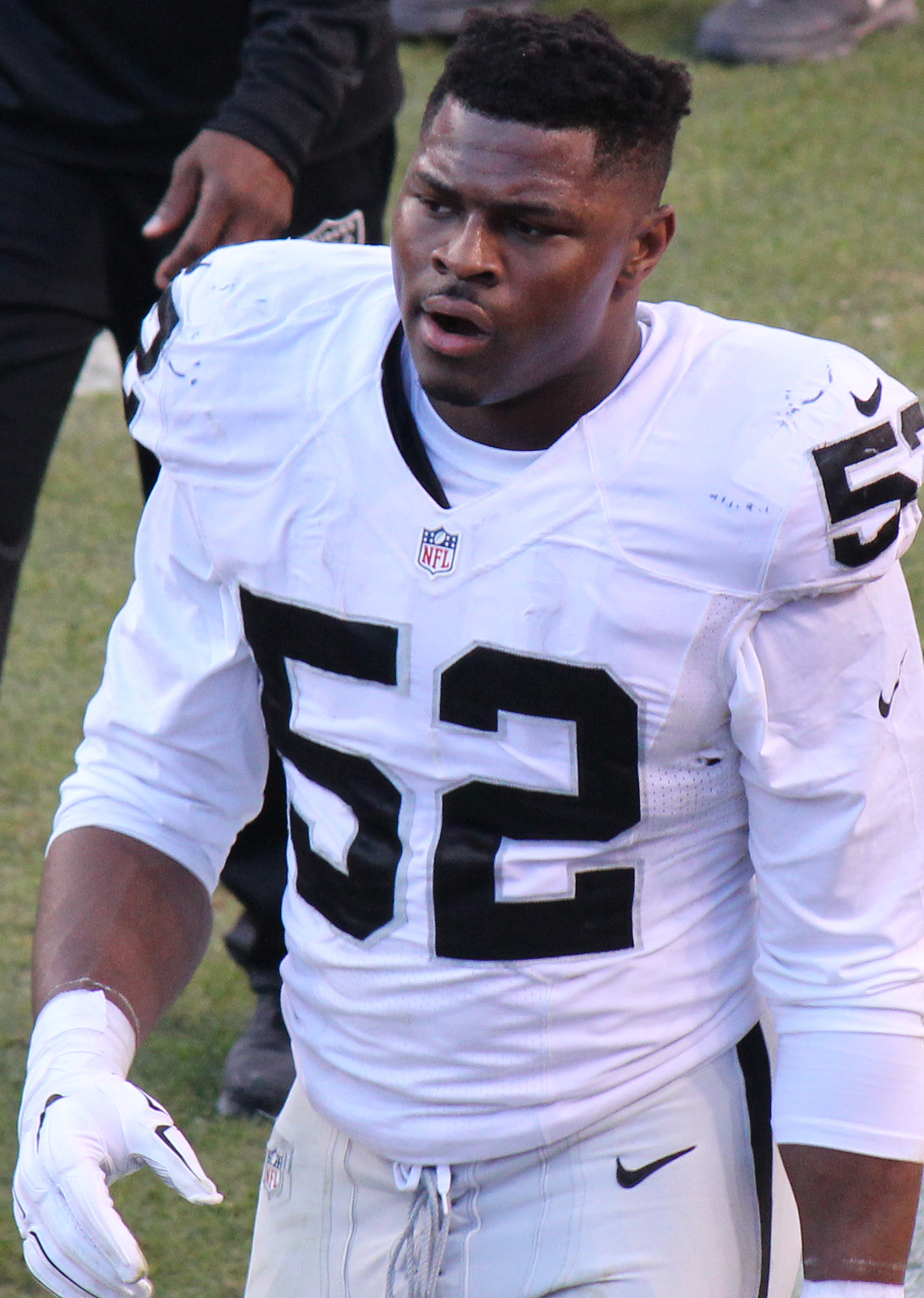
Mack cùng với Oakland Raiders năm 2015

Mack lần đầu được tham dự trận Pro Bowl, cùng với các đồng đội Charles Woodson và Marcel Reese.
Mack kết thúc năm thứ hai với 77 lần tackle, 15 lần sack, 2 lần force fumble, và 2 lần làm đổi hướng cú ném trong 16 trận. Kết thúc mùa giải, Mack là cầu thủ đầu tiên trong lịch sử NFL có tên trong đội hình tiêu biểu của NFL AP All-Pro tại 2 vị trí là tiền vệ phòng ngự đuôi phải (defensive end) và trung vệ phòng ngự ngoài (outside linebacker). Mack được bầu ở vị trí thứ 13 bởi các đồng nghiệp tại NFL trong danh sách 100 cầu thủ hàng đầu năm 2016 của NFL.

#### 2016
Mack kết thúc mùa giải 2016 với tổng cộng 73 lần tackle, 11 lần sack, 5 lần ép đối thủ rơi bóng, 3 lần nhặt được bóng rơi (fumble recovery), 3 lần phòng thủ đường chuyền thành công, và 1 lần cắt bóng và ghi điểm (pick 6) trong 16 trận đấu.  Anh giúp Raiders lần đầu có mặt tại play-off kể từ năm 2002 và tham dự trận đấu Pro Bowl
thứ 2 cũng như có tên trong đội hình tiêu biểu thứ nhất của NFL All-Pro. Trong trận đấu playoff với Houston Texans, anh có được 11 lần vật ngã đối thủ (cao nhất đội), trong trận thua 27-14. Anh được bình chọn là cầu thủ phòng ngự của năm của NFL trong mùa giải 2016. Anh được bình chọn bởi các đồng nghiệp là cầu thủ NFL xuất sắc thứ 5 trong danh sách 100 cầu thủ NFL xuất sắc nhất năm 2017, và cũng là tiền vệ phòng ngự có thứ hạng cao nhất.

#### 2017

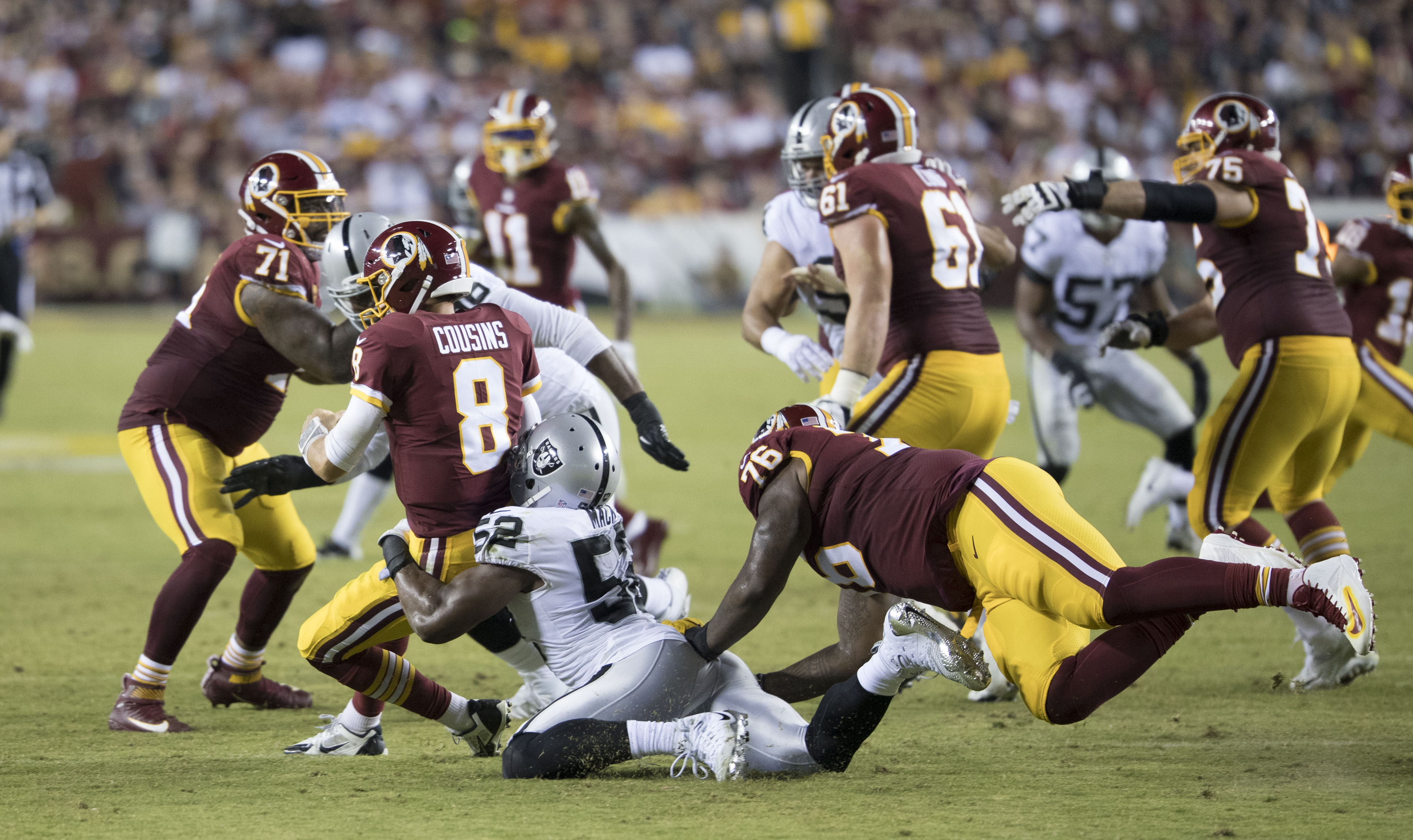
Mack vật ngã tiền vệ chính Kirk Cousins vào năm 2017

Sau khi được nghỉ tại tuần 10, Mack có được 1 sack trong mỗi tuần từ 11 đến 15.
Mack được điền tên vào đội hình Pro Bowl lần thứ 3 liên tiếp. Anh kết thúc mùa giải với tổng cộng 78 tackle, 10.5 sack, 1 force fumble, 1 fumble recovery, 3 lần đổi hướng đường chuyền trong 16 trận xuất phát. Anh đứng thứ 16 trong danh sách 100 cầu thủ xuất sắc nhất NFL năm 2018, bình chọn bởi các đồng nghiệp.

### Thống kê NFL

#### Mùa giải thường
| Năm    | Đội    | Trận đấu | Trận đấu | Tackle | Tackle | Tackle | Tackle | Fumbles | Fumbles | Fumbles | Interceptions | Interceptions | Interceptions | Interceptions | Interceptions | Interceptions |
| Năm    | Đội    | GP       | GS       | Comb   | Total  | Ast    | Sack   | FF      | FR      | Yds     | Int           | Yds           | Avg           | Lng           | TD            | PD            |
| ------ | ------ | -------- | -------- | ------ | ------ | ------ | ------ | ------- | ------- | ------- | ------------- | ------------- | ------------- | ------------- | ------------- | ------------- |
| 2014   | OAK    | 16       | 16       | 76     | 59     | 17     | 4.0    | 1       | 0       | 0       | 0             | 0             | 0.0           | 0             | 0             | 3             |
| 2015   | OAK    | 16       | 16       | 77     | 57     | 20     | 15.0   | 2       | 0       | 0       | 0             | 0             | 0.0           | 0             | 0             | 2             |
| 2016   | OAK    | 16       | 16       | 73     | 54     | 19     | 11.0   | 5       | 3       | 1       | 1             | 6             | 6.0           | 6             | 1             | 3             |
| 2017   | OAK    | 16       | 16       | 78     | 61     | 17     | 10.5   | 1       | 1       | 0       | 0             | 0             | 0.0           | 0             | 0             | 3             |
| 2018   | CHI    | 14       | 13       | 47     | 37     | 10     | 12.5   | 6       | 1       | 0       | 1             | 27            | 27.0          | 27            | 1             | 4             |
| Career | Career | 78       | 77       | 351    | 268    | 83     | 53.0   | 15      | 5       | 0       | 2             | 33            | 16.5          | 27            | 2             | 15            |

## Cuộc sống cá nhân
Mack tự học chơi guitar khi là sinh viên năm nhất tại Đại học Buffalo. Danh tiếng ca sĩ của anh đã khiến các đồng đội Raiders của anh cố gắng khiến cho anh hát những bài hát của R. Kelly và Usher. Anh là một người hâm mộ của nhạc sĩ Tim McGraw và Hanson.
Mack là một tín đồ Cơ Đốc giáo tích cực và đã dành phần lớn tuổi trẻ của mình để tham dự một nhà thờ nơi cả cha và mẹ của anh đều phục vụ.
Năm 2017, em trai của anh, LeDarius Mack, gia nhập trường đại học cũ của anh, Đại học Buffalo, sau hai năm học tại Đại học ASA ở Miami.